# Lomborg Gymnastik- & Idrætsefterskole
Lomborg Gymnastik- og Idrætsefterskole er en efterskole ved byen Lomborg med omkring 125 elever; omkring 60 drenge og 65 piger. Pigerne bor fordelt på tre gange, Athene, Afrodite og Hera. Drengene bor også på tre forskellige gange, Poseidon, Zeus og Apollon. Pigerne må ikke besøge drengene og omvendt. Man bor på to- tre- eller firemandsværelser. Skolens bygninger omfatter foruden elevværelserne udervisnings- og faglokaler, spisesal, gymnastiksal, boldspilshal, motions- og styrkecenter og springcenter.
På skolen dyrkes meget gymnastik og sport. Der deltages i diverse boldspils- og gymnastikkonkurrencer. Efterskolen er vært for LGI-løbet , som afvikles hvert år den sidste tirsdag i april.

## Ekstern henvisning
1. ↑  "LGI-løbet". Arkiveret fra originalen 28. januar 2015. Hentet 24. januar 2015.

- Lomborg Gymnastik- & Idrætsefterskole

| Skole | Spire Denne artikel om en skole, en uddannelsesinstitution eller uddannelse er en spire som bør udbygges. Du er velkommen til at hjælpe Wikipedia ved at udvide den. |